# Montebello della Battaglia
Montebello della Battaglia é uma comuna italiana da região da Lombardia, província de Pavia, com cerca de 1.647 habitantes. Estende-se por uma área de 15 km², tendo uma densidade populacional de 110 hab/km². Faz fronteira com Borgo Priolo, Casteggio, Codevilla, Lungavilla, Torrazza Coste, Verretto, Voghera.

## Demografia
| Variação demográfica do município entre 1861 e 2011                               |
|                                                                                   |
| Fonte: Istituto Nazionale di Statistica (ISTAT) - Elaboração gráfica da Wikipedia |

## Geminação
- Palestro,  Itália, desde 1984